# Lock Up Your Daughters Tour
Az Lock Up Your Daughters Tour az ausztrál AC/DC hard rock együttes második turnéja, amely során először léptek fel Ausztrálián kívül. A turné az együttes első nemzetközi kiadású albumát, a High Voltage-ot népszerűsítette.
A turné együtt startolt az It's a Long Way to the Top/Can I Sit Next to You Girl kislemez angliai megjelenésével. Az eredeti kezdéshez képest csúszott a program, mert a The Coloured Balls gitárosa (az AC/DC előttük lépett fel előzenekarként) eltörte a kezét. A londoni kezdőkoncerten a legenda szerint a műsor második felére a nézők már csak az utcáról figyelhették az együttest.
A londoni kezdőkoncerteket követően országos turnéra indultak a Black Street Crawler társaságában. A turnét a Sounds magazin támogatta. A körút során váltakozó sikerrel játszottak: a kis klubokban a közönség jól fogadta őket, de az augusztus 29-ei readingi fesztiválon értetlenül fogadták a punk rocknak titulált zenét. Az együttes áttért a kontinensre, ahol Ritchie Blackmore előtt léptek fel.

## Közreműködők
- Angus Young: gitár
- Malcolm Young: gitár
- Bon Scott: ének
- Mark Evans: basszusgitár
- Phil Rudd: dob

## Dalok listája
1. Live Wire
2. She's Got Balls
3. It's a Long Way to the Top (If You Wanna Rock 'n' Roll)
4. Can I Sit Next to You Girl
5. The Jack
6. High Voltage
7. T.N.T.
8. Baby, Please Don't Go

Ritkán előadott dalok
- School Days
- Rocker
- Dirty Deeds Done Dirt Cheap

## Koncertek
| Időpont              | Helyszín                            |
| -------------------- | ----------------------------------- |
| 1976. április 23.    | Egyesült Királyság, London          |
| 1976. április 26.    | Egyesült Királyság, London          |
| 1976. április 28.    | Egyesült Királyság, Watford         |
| 1976. május 1.       | Egyesült Királyság, Manchester      |
| 1976. május 11.      | Egyesült Királyság, London          |
| 1976. május 12.      | Egyesült Királyság, London          |
| 1976. május 14.      | Egyesült Királyság, London          |
| 1976. május 15.      | Egyesült Királyság, Glasgow         |
| 1976. május 20.      | Egyesült Királyság, London          |
| 1976. május 23.      | Egyesült Királyság, London          |
| 1976. május 27.      | Egyesült Királyság, London          |
| 1976. május 27.      | Egyesült Királyság, London          |
| 1976. május 28.      | Egyesült Királyság, Guildford       |
| 1976. május 29.      | Egyesült Királyság, Birmingham      |
| 1976. május 30.      | Egyesült Királyság, London          |
| 1976. június 2.      | Egyesült Királyság, Retford         |
| 1976. június 3.      | Egyesült Királyság, London          |
| 1976. június 4.      | Egyesült Királyság, London          |
| 1976. június 5.      | Egyesült Királyság, London          |
| 1976. június 6.      | Egyesült Királyság, Croydon         |
| 1976. június 8.      | Egyesült Királyság, Portsmouth      |
| 1976. június 11.     | Egyesült Királyság, Glasgow         |
| 1976. június 12.     | Egyesült Királyság, Edinburgh       |
| 1976. június 13.     | Egyesült Királyság, Southampton     |
| 1976. június 14.     | Egyesült Királyság, Sheffield       |
| 1976. június 15.     | Egyesült Királyság, Bradford        |
| 1976. június 17.     | Egyesült Királyság, Bedworth        |
| 1976. június 19.     | Egyesült Királyság, Liverpool       |
| 1976. június 20.     | Egyesült Királyság, Douglas         |
| 1976. június 22.     | Egyesült Királyság, Cardiff         |
| 1976. június 23.     | Egyesült Királyság, Swansea         |
| 1976. június 24.     | Egyesült Királyság, Corby           |
| 1976. június 26.     | Egyesült Királyság, Guildford       |
| 1976. június 27.     | Egyesült Királyság, Birmingham      |
| 1976. június 30.     | Egyesült Királyság, Southampton     |
| 1976. július 1.      | Egyesült Királyság, Gravesend       |
| 1976. július 2.      | Egyesült Királyság, Plymouth        |
| 1976. július 3.      | Egyesült Királyság, Yeovil          |
| 1976. július 4.      | Egyesült Királyság, Brighton        |
| 1976. július 7.      | Egyesült Királyság, London          |
| 1976. július 16.     | Svédország, Falkenberg              |
| 1976. július 17.     | Svédország, Malmö                   |
| 1976. július 21.     | Svédország, Stockholm               |
| 1976. július 23.     | Svédország, Vaxjo                   |
| 1976. július 24.     | Svédország, Anderstorp              |
| 1976. július 26.     | Egyesült Királyság, London          |
| 1976. július 31.     | Egyesült Királyság, Birmingham      |
| 1976. augusztus 2.   | Egyesült Királyság, London          |
| 1976. augusztus 6.   | Egyesült Királyság, Burton on Trent |
| 1976. augusztus 7.   | Egyesült Királyság, St. Albans      |
| 1976. augusztus 9.   | Egyesült Királyság, London          |
| 1976. augusztus 11.  | Egyesült Királyság, Plymouth        |
| 1976. augusztus 12.  | Egyesült Királyság, Penzance        |
| 1976. augusztus 13.  | Egyesült Királyság, London          |
| 1976. augusztus 16.  | Egyesült Királyság, London          |
| 1976. augusztus 18.  | Egyesült Királyság, Bath            |
| 1976. augusztus 19.  | Hollandia, Amszterdam               |
| 1976. augusztus 20.  | Hollandia, Amszterdam               |
| 1976. augusztus 21.  | Hollandia, Rotterdam                |
| 1976. augusztus 23.  | Egyesült Királyság, London          |
| 1976. augusztus 24.  | Egyesült Királyság, London          |
| 1976. augusztus 29.  | Egyesült Királyság, Reading         |
| 1976. szeptember 1.  | Egyesült Királyság, Scarborough     |
| 1976. szeptember 2.  | Egyesült Királyság, Cleethorpes     |
| 1976. szeptember 7.  | Egyesült Királyság, London          |
| 1976. szeptember 8.  | Egyesült Királyság, London          |
| 1976. szeptember 12. | Egyesült Királyság, Guildford       |
| 1976. szeptember 15. | Németország, Hamburg                |
| 1976. szeptember 15. | Németország, Duisburg               |
| 1976. szeptember 18. | Németország, München                |
| 1976. szeptember 23. | Németország, Hamburg                |
| 1976. szeptember 24. | Németország, Bréma                  |
| 1976. szeptember 25. | Németország, Köln                   |
| 1976. szeptember 27. | Németország, Düsseldorf             |
| 1976. szeptember 28. | Németország, Nürnberg               |
| 1976. szeptember 29. | Németország, München                |
| 1976. szeptember 30. | Németország, Mannheim               |
| 1976. október 1.     | Németország, Wiesbaden              |
| 1976. október 2.     | Németország, Dortmund               |
| 1976. október 3.     | Svájc, Genf                         |
| 1976. október 4.     | Svájc, Bern                         |
| 1976. október 5.     | Svájc, Zürich                       |
| 1976. október 6.     | Németország, Frankfurt am Main      |
| 1976. október 8.     | Hollandia, Hoesbroek                |
| 1976. október 11.    | Franciaország, Le Mans              |
| 1976. október 12.    | Franciaország, Le Havre             |
| 1976. október 13.    | Franciaország, Párizs               |
| 1976. október 14.    | Belgium, Brüsszel                   |
| 1976. október 15.    | Franciaország, Rouen                |
| 1976. október 16.    | Franciaország, Marseille            |
| 1976. október 18.    | Hollandia, Hága                     |